# Domašín (Dobruška)
Domašín (německy Domaschin) je vesnice, část města Dobruška v okrese Rychnov nad Kněžnou. Nachází se asi 2,5 kilometru východně od Dobrušky. V roce 2009 zde bylo evidováno 96 adres.
Domašín leží v katastrálním území Domašín u Dobrušky o rozloze 3,72 km².

## Název
Název obce patrně pochází od jejího zakladatele nebo předáka kolonistů jménem Domacha. Ves patřila ve starších dobách k litickému panství, roku 1495 ji koupil Vilém z Pernštejna.

## Historie
První písemná zmínka o vesnici pochází z roku 1544.

## Obyvatelstvo
| Rok            | 1869 | 1880 | 1890 | 1900 | 1910 | 1921 | 1930 | 1950 | 1961 | 1970 | 1980 | 1991 | 2001 | 2011 | 2021 |
| -------------- | ---- | ---- | ---- | ---- | ---- | ---- | ---- | ---- | ---- | ---- | ---- | ---- | ---- | ---- | ---- |
| Počet obyvatel | 456  | 450  | 443  | 382  | 403  | 452  | 428  | 292  | 296  | 237  | 191  | 173  | 168  | 217  | 222  |
| Počet domů     | 68   | 76   | 80   | 80   | 86   | 85   | 91   | 98   | 137  | 81   | 70   | 80   | 79   | 89   | 97   |

## Obecní správa
Při sčítání lidu v letech 1869–1980 Domašín byl samostatnou obcí, se kterým patřil nejprve do okresu Nové Město, ale v letech 1880–1930 v okrese Nové Město nad Metují, v roce 1950 v okrese Dobruška a v letech 1961–1980 v okrese Rychnov nad Kněžnou. Od 1. ledna 1981 je částí města Dobruška v okrese Rychnov nad Kněžnou.

## Další fotografie

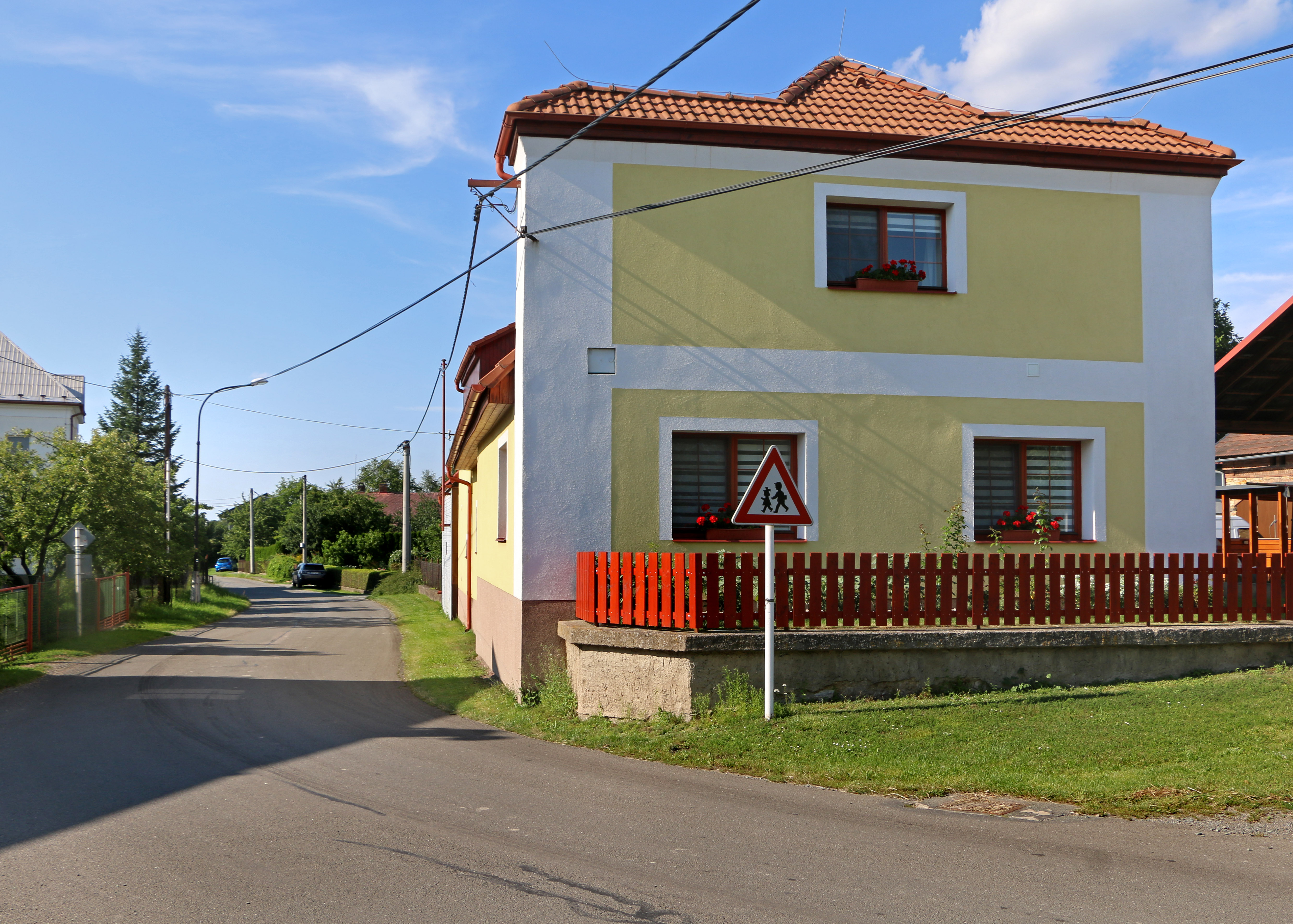
Silnice k Dobrušce
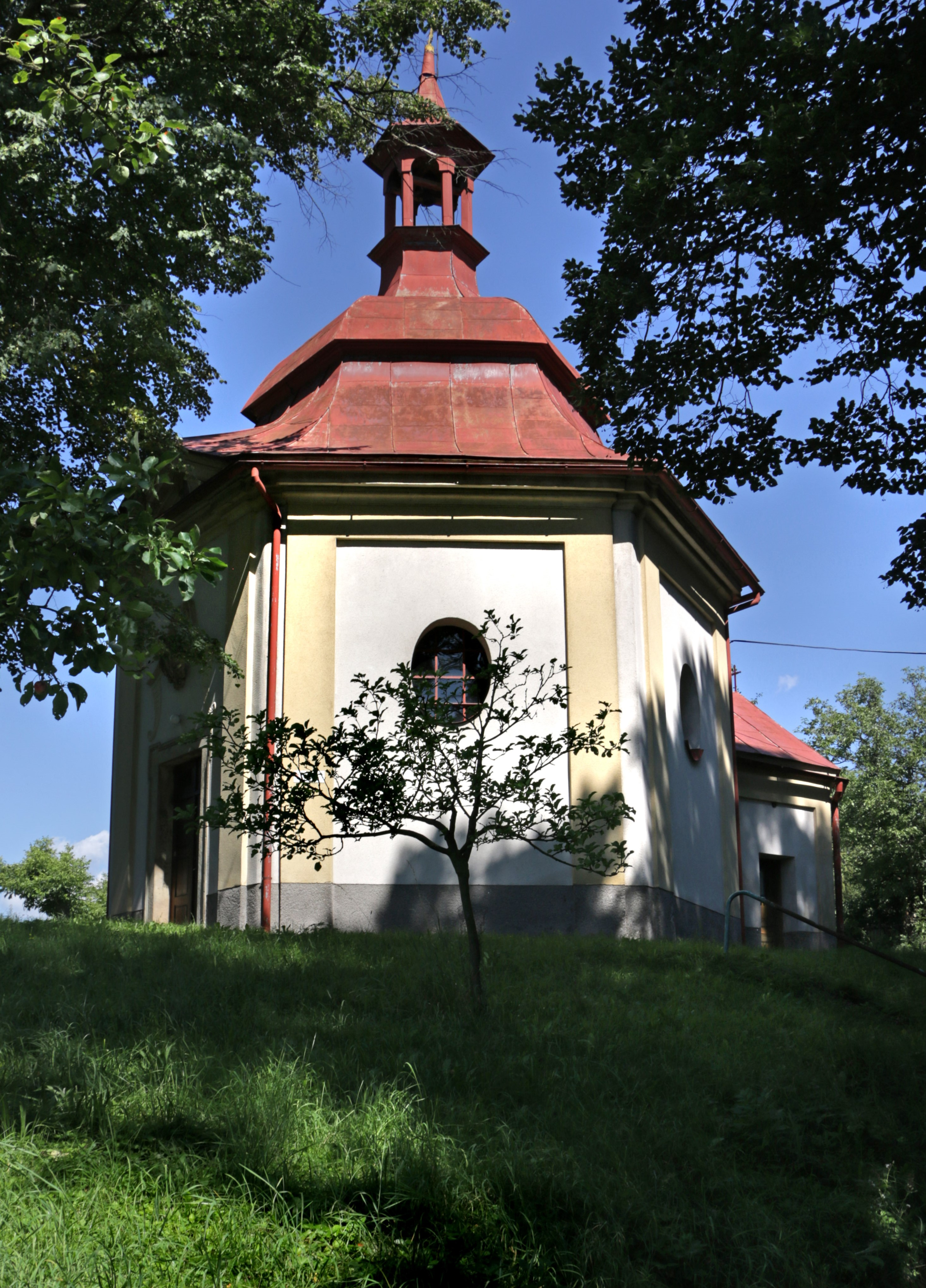
Kaple ve Studánce
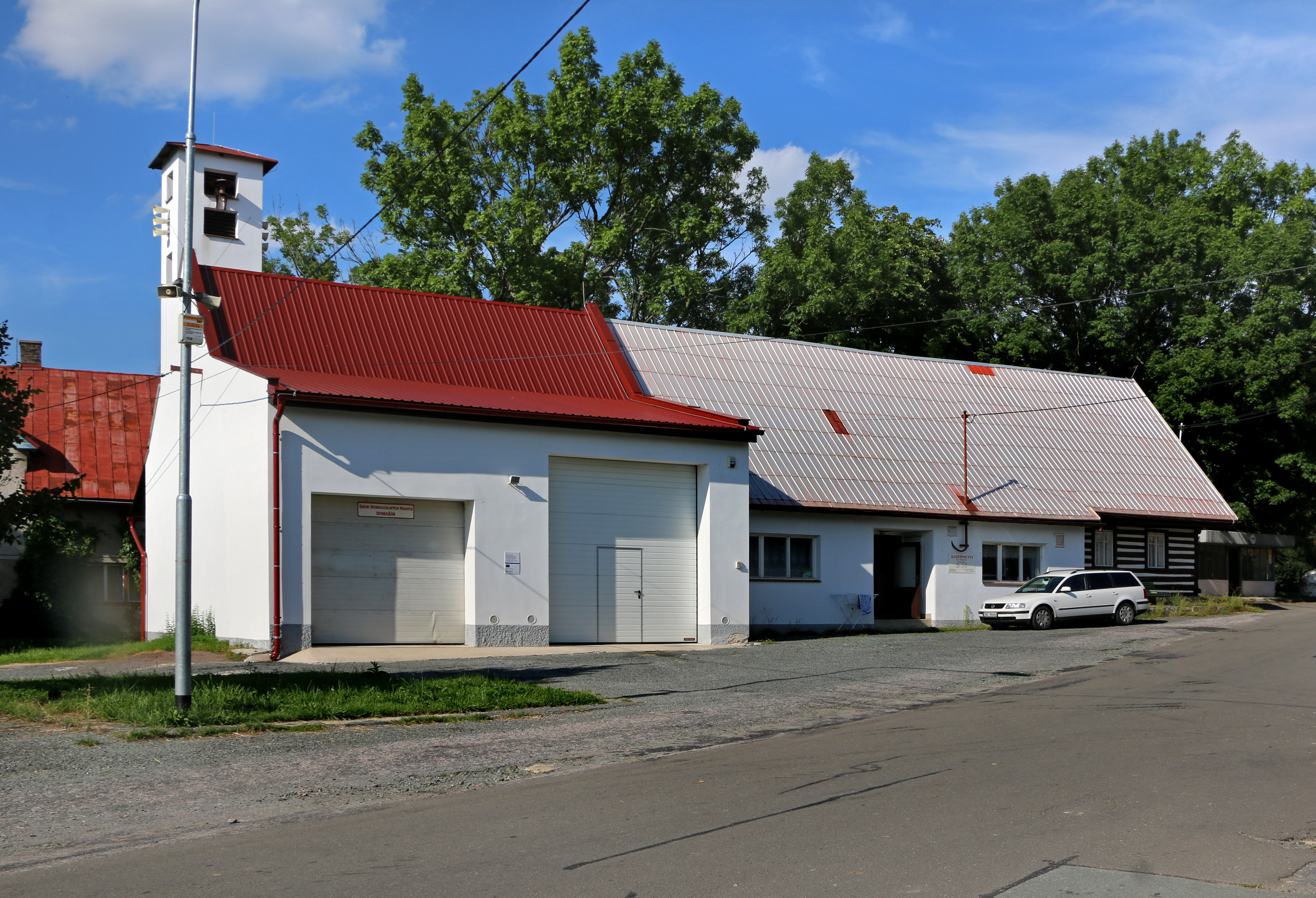
Hasičárna na návsi
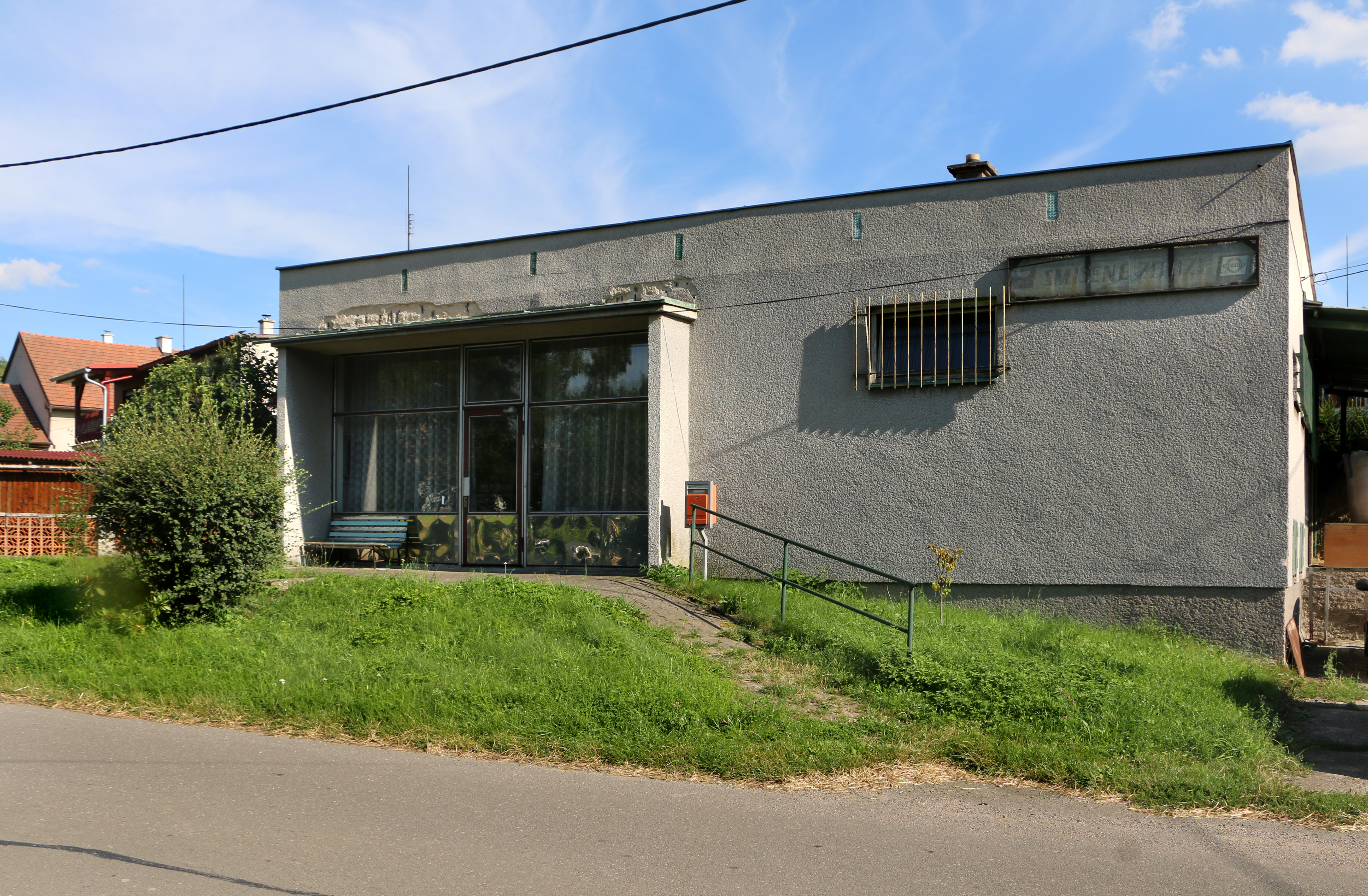
Bývalá prodejna